# Mirza Kazem-Bek
Pour les articles homonymes, voir Bek.
Mirza Kazem-Bek (en cyrillique: Казем-Бек) ou, sous son nom russisé, Alexandre Kassimovitch Kazembek (russe : Алекса́ндр Каси́мович Казембе́к (22 juillet 1802, Rasht, Perse — 27 novembre 1870, Saint-Pétersbourg, Empire russe), né Mouhammad Ali Kazim-bey (Azeri: Məhəmməd Əli Kazımbəy), est un célèbre orientaliste, historien et philologue d'origine azérie.

## Un professeur d'université atypique
Fils d’un notable azéri de Perse vivant dans les marches russes, qui fut réintégré puis disgracié à Astrakhan, il fréquente des chrétiens presbytériens et se convertit. Les autorités russes veulent éviter qu’il ne passe en Angleterre, avec les connaissances qu'il possède sur la Perse, et l’envoient donc à la garnison d’Omsk pour enseigner les langues orientales aux cadets. Cependant, en chemin, il est accueilli et embauché à l'université de Kazan où il devient professeur de turco-tatar au sein de l'école orientaliste de Kazan, inaugurant la tradition orientaliste à Kazan et en Russie alors seulement balbutiante.
Instructeur, puis professeur adjoint en 1830, puis en 1837 professeur ordinaire (ordinarnyi), il prend en 1845 la chaire d’arabe et de persan en succédant à l'Allemand Erdmann. Bon professeur, il apprend le russe et se rend populaire. Tolstoï est brièvement son élève mais se montre plus intéressé par les bordels et les jeux de cartes ; Nicolas Ilminsky profite plus de son savoir. Doyen de l'université, il est peu à peu reconnu par les sociétés orientalistes de Londres, Paris, Berlin, ou de Boston. 
Il joue en plus un rôle de conciliateur dans les différends avec les minorités, et se voit traité de renégat par les Tatars, et à l'inverse de propagandiste islamiste par les conservateurs. Il a un avis mesuré sur l’islam. Selon lui, la décadence du christianisme en Orient a suscité une quête spirituelle qui s’est accomplie avec Mahomet, dont les dons poétiques, charismatiques (sa mémoire, sa réserve, etc.), l’incitation au raid de brigandage justifié par la loi (djihad), l'ont entouré d'un halo « surnaturel ». Il dénonce le fanatisme de l’islam, mais aussi celui de la Saint-Barthélemy, il loue les Lumières comme le fruit de Florence et de l’Andalousie, gommant la différence fondamentale entre orient et occident : « En soi, l’Islam est incapable d’une opposition aux Lumières. Celle-ci est le fait d’une caste cléricale, et de l’ignorance ».

### Œuvres de Mirza Kazem-Bek
Ses études sont centrées sur les textes orientaux :
- 1832, Les Sept Planètes, ou l’Histoire des Khans de Crimée, traduite du turc
- 1839, Grammaire turque, traduite en allemand en 1848, qui devient une référence jusqu'au XXe siècle.
- 1841, Mukhtasar al-wiqaya, traduit de l’arabe, manuel de jurisprudence important, assez positif sur la loi islamique. On envoie directement l’article d’introduction au Journal asiatique de Paris, plutôt qu’à la censure du Ministère de l’Éducation nationale.
- Écrits sur la résistance anti-russe au Daghestan
- Écrits sur le Babisme (secte réformiste persane)
- Projet inachevé d'un Coran avec les concordances.
- 1843, « Observations sur un chapitre inconnu du Coran publié par M. Garcin du Tassy », in Journal Asiatique, décembre 1843.